# Clavipalpula alboradiata
Clavipalpula alboradiata är en fjärilsart som beskrevs av Köhler 1947. Clavipalpula alboradiata ingår i släktet Clavipalpula och familjen nattflyn. Inga underarter finns listade i Catalogue of Life.